# Bellator 13
Bellator 13 foi o primeiro evento de MMA (artes marciais mistas) organizado pelo Bellator Fighting Championships, realizado no Seminole Hard Rock Hotel & Casino , em Hollywood, Flórida nos Estados Unidos no dia 8 de Abril de 2010. O evento teve quatro lutas de quartas de final, duas de Leves e duas de Penas.

## Background
Janne Tulirinta era esperado para enfrentar Carey Vanier, porém Tulirinta foi forçado a se retirar devido a problemas no visto. Joe Duarte foi seu substituto.

## Chaves dos Torneios

### Peso Leve
|  | Quartas de final | Quartas de final | Quartas de final |              |                | Semifinal    | Semifinal | Semifinal |  |  | Final | Final | Final |  |
|  |                  |                  |                  |              |                |              |           |           |  |  |       |       |       |  |
|  | Estados Unidos   | Roger Huerta     | SUB              |              |                |              |           |           |  |  |       |       |       |  |
|  | Estados Unidos   | Roger Huerta     | SUB              |              |                |              |           |           |  |  |       |       |       |  |
|  | Estados Unidos   | Chad Hinton      | 3                |              |                |              |           |           |  |  |       |       |       |  |
|  | Estados Unidos   | Chad Hinton      | 3                |              | Estados Unidos | Roger Huerta | DEC       |           |  |  |       |       |       |  |
|  |                  |                  |                  |              | Estados Unidos | Roger Huerta | DEC       |           |  |  |       |       |       |  |
|  |                  |                  | Estados Unidos   | Pat Curran   | 3              |              |           |           |  |  |       |       |       |  |
|  | Canadá           | Mike Ricci       | Estados Unidos   | Pat Curran   | 3              | KO           |           |           |  |  |       |       |       |  |
|  | Canadá           | Mike Ricci       |                  |              |                |              |           |           |  |  |       |       |       |  |
|  | Estados Unidos   | Pat Curran       | 1                |              |                |              |           |           |  |  |       |       |       |  |
|  | Estados Unidos   | Pat Curran       | 1                |              | Estados Unidos | Pat Curran   | DEC       |           |  |  |       |       |       |  |
|  |                  |                  |                  |              |                |              |           |           |  |  |       |       |       |  |
|  |                  |                  | Estados Unidos   | Toby Imada   | 3              |              |           |           |  |  |       |       |       |  |
|  | Estados Unidos   | Toby Imada       | Estados Unidos   | Toby Imada   | 3              | FIN          |           |           |  |  |       |       |       |  |
|  | Estados Unidos   | Toby Imada       |                  |              |                |              |           |           |  |  |       |       |       |  |
|  | Estados Unidos   | James Krause *   | 2                |              |                |              |           |           |  |  |       |       |       |  |
|  | Estados Unidos   | James Krause *   | 2                |              | Estados Unidos | Toby Imada   | FIN       |           |  |  |       |       |       |  |
|  |                  |                  |                  |              | Estados Unidos | Toby Imada   | FIN       |           |  |  |       |       |       |  |
|  |                  |                  | Estados Unidos   | Carey Vanier | 2              |              |           |           |  |  |       |       |       |  |
|  | Guam             | Joe Duarte *     | Estados Unidos   | Carey Vanier | 2              | TKO          |           |           |  |  |       |       |       |  |
|  | Guam             | Joe Duarte *     |                  |              |                |              |           |           |  |  |       |       |       |  |
|  | Estados Unidos   | Carey Vanier     | 3                |              |                |              |           |           |  |  |       |       |       |  |

- James Krause substituiu Ferrid Kheder
- Joe Duarte substituiu Janne Tulirinta

### Peso Pena
|  | Quartas de final | Quartas de final   | Quartas de final |                 |                | Semifinal          | Semifinal | Semifinal |  |  | Final | Final | Final |  |
|  |                  |                    |                  |                 |                |                    |           |           |  |  |       |       |       |  |
|  | Arménia          | Georgi Karakhanyan | KO               |                 |                |                    |           |           |  |  |       |       |       |  |
|  | Arménia          | Georgi Karakhanyan | KO               |                 |                |                    |           |           |  |  |       |       |       |  |
|  | Estados Unidos   | Bao Quach          | 1                |                 |                |                    |           |           |  |  |       |       |       |  |
|  | Estados Unidos   | Bao Quach          | 1                |                 | Arménia        | Georgi Karakhanyan | DEC       |           |  |  |       |       |       |  |
|  |                  |                    |                  |                 | Arménia        | Georgi Karakhanyan | DEC       |           |  |  |       |       |       |  |
|  |                  |                    | Estados Unidos   | Joe Warren      | 3              |                    |           |           |  |  |       |       |       |  |
|  | Estados Unidos   | Joe Warren         | Estados Unidos   | Joe Warren      | 3              | DEC                |           |           |  |  |       |       |       |  |
|  | Estados Unidos   | Joe Warren         |                  |                 |                |                    |           |           |  |  |       |       |       |  |
|  | Estados Unidos   | Eric Marriott      | 3                |                 |                |                    |           |           |  |  |       |       |       |  |
|  | Estados Unidos   | Eric Marriott      | 3                |                 | Estados Unidos | Joe Warren         | DEC       |           |  |  |       |       |       |  |
|  |                  |                    |                  |                 |                |                    |           |           |  |  |       |       |       |  |
|  |                  |                    | Brasil           | Patricio Freire | 3              |                    |           |           |  |  |       |       |       |  |
|  | Brasil           | Wilson Reis        | Brasil           | Patricio Freire | 3              | FIN                |           |           |  |  |       |       |       |  |
|  | Brasil           | Wilson Reis        |                  |                 |                |                    |           |           |  |  |       |       |       |  |
|  | Estados Unidos   | Shad Lierley       | 3                |                 |                |                    |           |           |  |  |       |       |       |  |
|  | Estados Unidos   | Shad Lierley       | 3                |                 | Brasil         | Wilson Reis        | DEC       |           |  |  |       |       |       |  |
|  |                  |                    |                  |                 | Brasil         | Wilson Reis        | DEC       |           |  |  |       |       |       |  |
|  |                  |                    | Brasil           | Patricio Freire | 3              |                    |           |           |  |  |       |       |       |  |
|  | Brasil           | Patricio Freire    | Brasil           | Patricio Freire | 3              | FIN                |           |           |  |  |       |       |       |  |
|  | Brasil           | Patricio Freire    |                  |                 |                |                    |           |           |  |  |       |       |       |  |
|  | Canadá           | William Romero     | 1                |                 |                |                    |           |           |  |  |       |       |       |  |